# Caballos de Coclé
Los Caballos de Coclé son un equipo de baloncesto de la Liga Profesional de Baloncesto de Panamá con sede en Coclé, Panamá. Llegaron a la liga como equipo fundador en 2015, junto con los Correcaminos, Toros de Chiriquí, Águilas de Rio Abajo, Panteras de Parque Lefevre,  Halcones de Calle P. Ha sido subcampeones en dos ocasiones (2016, 2017), en ambas ante los Correcaminos de Colón.

## Historia
El equipo fue fundado y creado bajo la Franquicia Caballos de Coclé, misma franquicia que se utilizó por muchos años en la Liga Profesional de Béisbol de Panamá, el presidente fundador de esta franquicia es el exbeisbolista panameño Carlos Lee.  

## Afición
Cuenta con una gran afición en la provincia de Coclé, específicamente la del distrito de Aguadulce que los apoya en cada uno de sus partidos de local.

## Trayectoria
Nota: G: Partidos ganados P:Partidos perdidos %:porcentaje de victorias
| Temporada     | G   | P    | %    | Play-offs       | Resultados |
| ------------- | --- | ---- | ---- | --------------- | ---------- |
| Caballos      |     |      |      |                 |            |
| 2015          | 21  | 61   | .000 | Tercer lugar    |            |
| 2016          | 30  | 52   | .366 | Subcampeón      |            |
| 2017          | 16  | 66   | .195 | Subcampeón      |            |
| 2018          | 23  | 27   | .460 |                 |            |
| 2019          | 45  | 37   | .549 | Pierde 1ª Ronda |            |
| 2020          | 47  | 35   | .573 |                 |            |
| Temp. Regular | 902 | 1018 | .470 |                 |            |
| Playoffs      | 48  | 58   | .453 |                 |            |
| Totales       | 950 | 1076 | .469 |                 |            |